# آنتونیو دو گوا
دون آنتونیو دو گوا (به اسپانیایی: Don Antonio de Gouvea) یک دیپلمات اسپانیایی بود که در سال ۱۰۱۲ قمری/۱۶۰۳ میلادی از سوی فیلیپ سوم پادشاه اسپانیا و پرتغال به دربار شاه عباس صفوی فرستاده شد. او پس از بازگشت به اسپانیا گزارشی از جامعه ایران به عنوان سفرنامه‌اش منتشر کرد.

## زمینه
در سال ۱۶۰۲ میلادی رکن الدین مسعود حاکم بحرین که در قلمرو حکومت پرتغالی هرمز بود علم استقلال برافراشت و از امامقلی خان فرمانروای فارس تقاضای کمک کرد. امامقلی نیز نیرویی فرستاد و مجمع‌الجزایر بحرین را تصرف کرد. فیلیپ سوم پادشاه اسپانیا و پرتغال در واکنش به این عمل سفیر خود دون آنتونیو را برای تسلیم نامه‌ای به شاه عباس و تقاضای استرداد بحرین به ایران فرستاد. فیلیپ پیروزی شاه عباس در جنگ با عثمانی تبریک گفت، از عمل امامقلی شکایت کرد و تقاضای استرداد بحرین را نمود.

## مأموریت در ایران
زمانی که دون آنتونیو به ایران رسید شاه عباس از صلح رودولف دوم، امپراتور امپراتوری مقدس روم و امپراتوری عثمانی (صلح سیواروتوک) باخبر شده بود و از دون آنتونیو خواست تا به اسپانیا برگردد و فیلیپ را به جنگ با ترکان عثمانی تحریک کند. دون آنتونیو به همراه دنگیز بیگ، حکمران کمره و محلات به اسپانیا بازگشت.

## مأموریت در اسپانیا
دنگیز بیگ و دون آنتونیو در راه اسپانیا مهر نامه شاه عباس به فیلیپ را باز کردند. دنگیز بیگ همچنین بر خلاف رسوم زمان در ایران در مراسم سوگواری مارگریت ملکه اسپانیا لباس سیاه پوشید، نامه‌ای که شاه عباس به پاپ پل پنجم نوشته بود را به یک تاجر سپرد تا به پاپ برساند، پنجاه عدل ابریشم را به تحریک دون آنتونیو به پادشاه اسپانیا بخشید و با همراهانش بدرفتاری کرد و آنها به مذهب کاتولیک گرویدند.

## بازگشت به ایران
پس از بازگشت به اصفهان، شاه عباس دنگیز بیگ را به خاطر کارهای اشتباهی که انجام داده بود اعدام کرد. دون آنتونیو شبانه فرار کرد و از استانبول به اسپانیا بازگشت. پس از اینکه خبر بد رفتاری شاه عباس با دون آنتونیو و تصرف گمبرون به اسپانیا رسید فیلیپ یکی از رجال نامی و نجیب‌زاده آن کشور را به نام دون گارسیا دوسیلوافیگروآ را با نامه و هدایای گرانبهایی روانه ایران کرد.